# Легошин, Владимир Григорьевич
Влади́мир Григо́рьевич Лего́шин (1904—1954) — советский кинорежиссёр, актёр, художник. Лауреат Сталинской премии третьей степени (1951).

## Биография
Родился 14 (27) мая 1904 года в Баку. В 1924 году окончил Бакинский драматический техникум, после чего переехал в Москву. Занимался в киномастерской Льва Кулешова. Был актёром Опытно-героического театра под руководством Бориса Фердинандова. Затем перешёл в Московский передвижной театр «Синей блузы», где работал ассистентом режиссёра, сценаристом и актёром. 
В 1926—1927 годах художник Экспериментальной мастерской Сергея Юткевича при Ассоциации революционного кино. Был соавтором сценария и ассистентом Сергея Юткевича на фильме «Кружева» (1928). 
В 1928—1929 годах учился в Инструкторско-исследовательской мастерской Сергея Эйзенштейна при Госкинотехникуме.
В 1934 году на кинофабрике «Востокфильм» снял совместно с Марком Донским фильм «Песня о счастье».
С 1936 года работал на киностудии «Союздетфильм», поставив фильмы «Белеет парус одинокий» (1937) и «Шёл солдат с фронта» (1939) по произведениям Валентина Катаева.
Евгений Шварц вспоминал:

(Легошин) никак не мог найти себе работу по душе. Он твёрдо знал, чего не хочет. Но угадать, какую именно картину ему хочется делать, не был в силах. Это приближало его к типу режиссёров-актёров, вроде Бабочкина, Чиркова и некоторых других, одичавших от желаний творческого порядка, которых они и сформулировать не могли. Бабочкин — по грубости и простоте. Чирков — по робости, уклончивости и вытекающей отсюда сложности душевной. А Володя — по честности.
В последние годы пользовался репутацией мастера дубляжа (дублировал на русский язык около 20 картин).
Умер 21 декабря 1954 года в Москве.

## Семья
Дочь от первой жены — Надежда Владимировна Птицына, учёный.
Вторая жена — Борозина Алла Владимировна (1908—1994), драматург.
Брат — Константин Григорьевич Легошин, виолончелист (1911—1943, погиб на войне).
Племянники — архитектор Владимир Константинович Легошин (1940—2021) и скрипач Виктор Константинович Легошин (1942—2002).

## Фильмография
- 1927 — Тараканище (не сохранился; режиссёр звукового варианта 1929 года)
- 1934 — Песня о счастье (совместно с М. С. Донским)
- 1937 — Белеет парус одинокий
- 1939 — Шёл солдат с фронта
- 1942 — В подводном плену (короткометражный)
- 1944 — Поединок
- 1949 — У них есть Родина (совместно с А. М. Файнциммером)

## Награды и премии
- Сталинская премия третьей степени (1951) — за фильм «У них есть Родина» (1949)